# Луццу

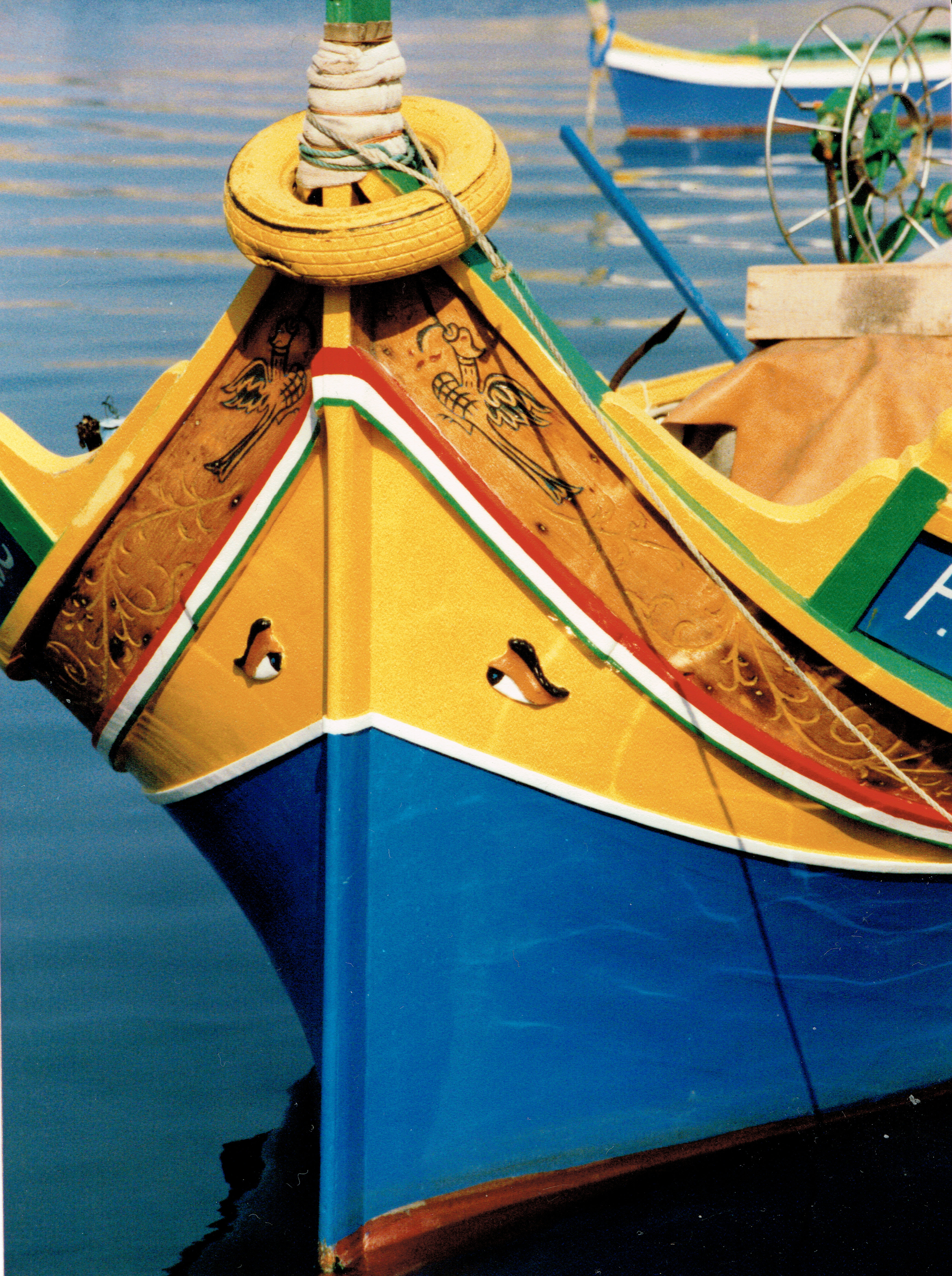
Глаза, украшающие нос лодки «луццу»

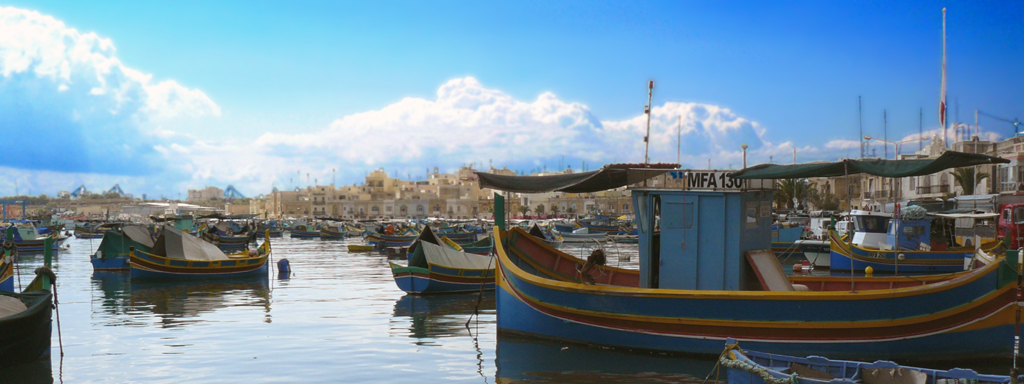
Вид на бухту Марсашлокк и рыбацкие лодки луццу.

Луццу (мальт. Luzzu) — название традиционных рыбацких лодок на Мальте.
На носу лодки «луццу» обычно рисуют глаза, которые предположительно символизируют либо Око Гора, либо глаза Осириса, египетского бога смерти. Глаза призваны оградить рыбаков от опасностей, а сами лодки обычно носят христианские имена.
Лодки обычно окрашены в яркие цвета и являются у туристов излюбленным объектом для фотографирования.